# Phaea tomkovichi
Phaea tomkovichi es una especie de escarabajo longicornio del género Phaea, tribu Tetraopini, subfamilia Lamiinae. Fue descrita científicamente por Kasatkin en 2015.

## Descripción
Mide 8,5 milímetros de longitud.

## Distribución
Se distribuye por Argentina.